# Aspistes spathis
Aspistes spathis är en tvåvingeart som beskrevs av Cook 1965. Aspistes spathis ingår i släktet Aspistes och familjen dyngmyggor.
Artens utbredningsområde är Ontario. Inga underarter finns listade i Catalogue of Life.